# Đội hình phalanx
Phalanx (tiếng Hy Lạp cổ: φάλαγξ, tiếng Hy Lạp hiện đại: φάλαγγα, phiên âm: phālanga, số nhiều: φάλαγγες, phiên âm: phālanges), thường được chuyển ngữ Việt là Phương trận, là một đội hình quân sự số đông hình chữ nhật, thường được tập hợp hoàn toàn từ bộ binh nặng được vũ trang giáo, kích, hoặc những vũ khí tương tự như vậy. Thuật ngữ này đặc biệt sử dụng cho đội hình chiến tranh Hy Lạp cổ đại.
Nguyên thủy, từ "phalanx" xuất phát từ "phalangos", trong tiếng Hy Lạp có nghĩa là "ngón tay". Bản thân từ ‘phalanx’ không được dùng chỉ một loại biên chế đơn vị quân sự như Binh đoàn La Mã hoặc sư đoàn hiện đại), mà chỉ là một đội hình tổng quát của binh sĩ trong một đội quân. Vì vậy phalanx không có kết cấu hoặc năng lực tác chiến tiêu chuẩn.
Nhiều đội quân mang giáo chiến đấu trong lịch sử với một đội hình gần-như-phalanx. Dĩ nhiên, từ này được sử dụng trong tiếng Anh phổ thông để tả một "nhóm người đứng, hoặc tiến tới cùng nhau sát bên nhau", ví dụ như "một đội phalanx cảnh sát". Chính vì thế, cấu trúc xương sống trong bàn tay và bàn chân cũng mang tên này, "xương Phalanx", với một sự sắp xếp xương và khớp, nhìn từ nhiều phía, giống như đang ở trong khuôn mẫu phalanx.

## Nguồn gốc

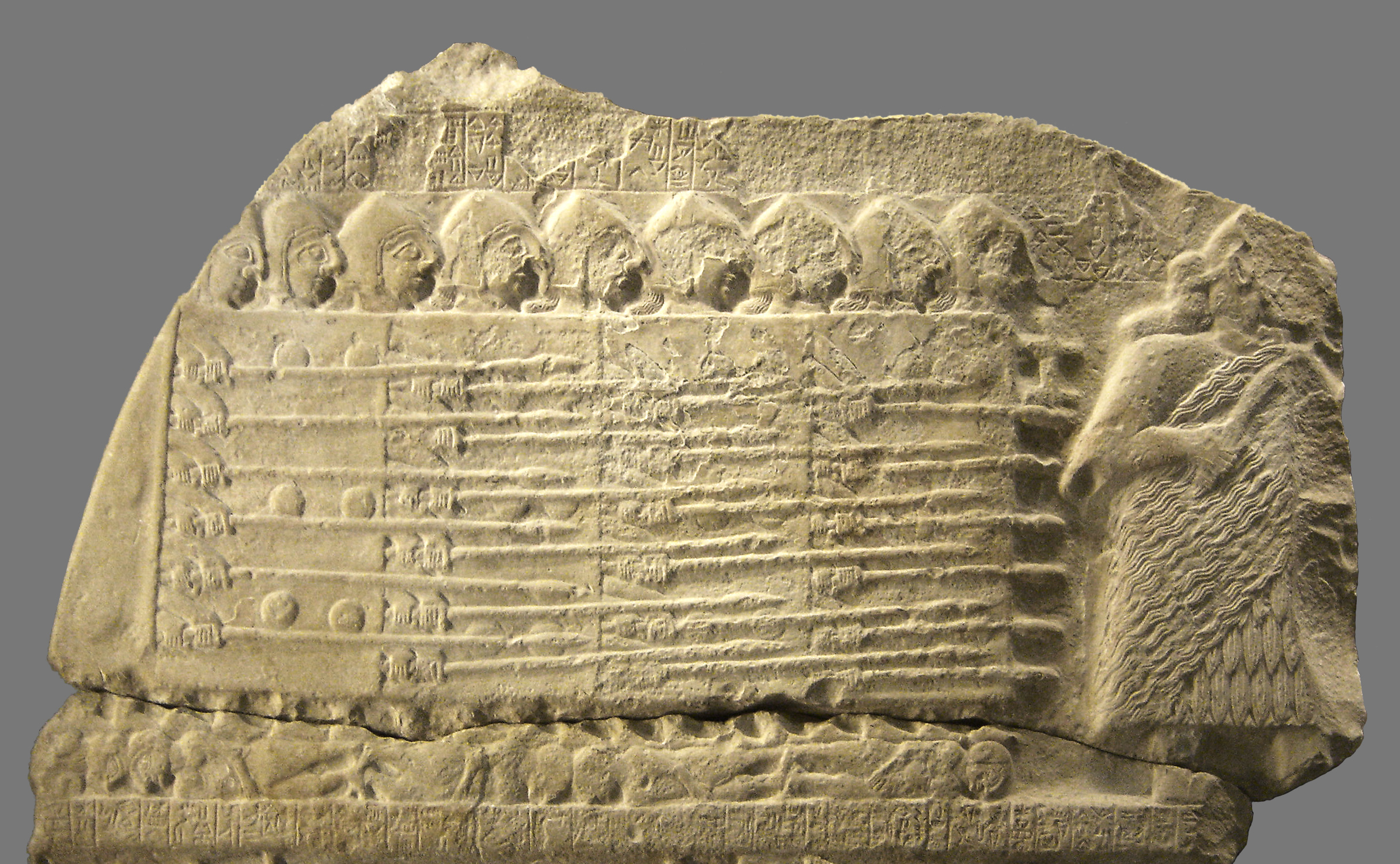
Đội hình phalanx Sumerian. Chi tiết một mảnh của tấm bia chiến thắng của vua Eannatum of Lagash ở Umma, gọi là Tấm Bia Kền Kền, trưng bày tại Bảo tàng Louvre, Paris

## Tổng quan

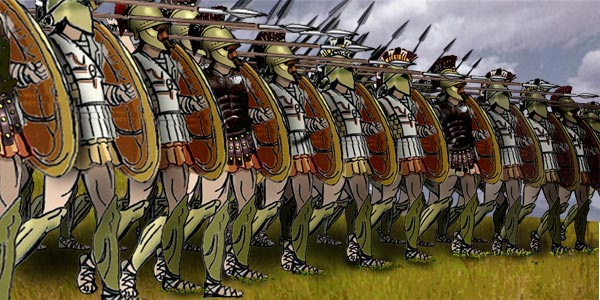
Tổ chức hoplite truyền thống và cách tiến tới

## Chiến thuật

Phalanx chéo của Epaminondas ở trận Leuctra. Cánh quân mạnh bên trái tiến tới trong khi cánh quân yếu bên phải rút lui hoặc đứng yên tại chỗ. Khối lính đỏ biểu diễn lính tinh nhuệ trong mỗi đội hình.

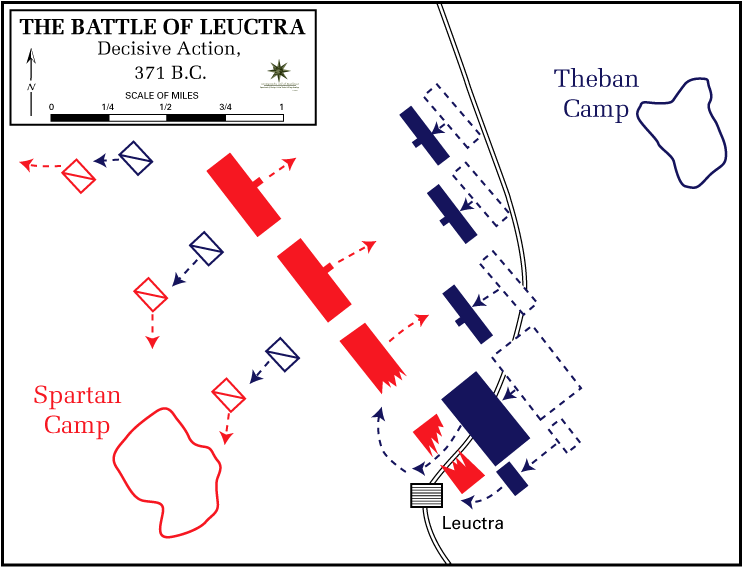
Phalanx chéo của Epaminondas ở trận Leuctra chống lại Sparta, năm 371.BC